# Урмінце
Урмінце (словац. Urmince) — село, громада округу Топольчани, Нітранський край. Кадастрова площа громади — 10.91 км².
Населення 1409 осіб (станом на 31 грудня 2019 року).

## Історія
Урмінце згадується 1156 року.

## Населення
| Рік:            | 1994. | 2004.   | 2014.   | 2024.   |
| --------------- | ----- | ------- | ------- | ------- |
| Кількість осіб: | 1370  | 1389    | 1414    | 1381    |
| Різниця:        |       | +1,38 % | +1,79 % | -2,33 % |

| Рік:            | 2023. | 2024.   |
| --------------- | ----- | ------- |
| Кількість осіб: | 1401  | 1381    |
| Різниця:        |       | -1,42 % |